# Distretto di Balassagyarmat
Il distretto di Balassagyarmat (in ungherese Balassagyarmati járás) è un distretto dell'Ungheria, situato nella provincia di Nógrád.